# Irma von Geijer
Irma Ingeborg Matilda von Geijer, född von Hallwyl den 1 juni 1873 på Erikslunds gods, död 1959, var en svensk societetskvinna.

## Biografi
Irma von Geijer var dotter till greveparet Walther von Hallwyl och Wilhelmina von Hallwyl. Hon gifte sig vid 21 års ålder med löjtnanten Wilhelm von Geijer av släkten von Geijer.
von Geijer föddes på herrgården Erikslund i Södermanland. Under hennes uppväxt vistades familjen såväl där som i Stockholm. Flera månader om året tillbringade familjen också på resor utomlands, ofta i Walther von Hallwyls hemland Schweiz, på Franska Rivieran eller i Italien. Detta präglade henne som gärna reste också i sitt vuxna liv.
von Geijer var yngst av tre döttrar; hennes systrar var Ebba von Eckermann och Ellen Roosval von Hallwyl. Hon undervisades i hemmet och när hon var 17 år debuterade hon i Stockholms societetsliv. Det var just på en bal, 1892, som hon träffade sin blivande make löjtnanten Wilhelm von Geijer.
Den 12 juni 1894 vigdes Irma och Wilhelm von Geijer i Tyska kyrkan i Stockholm. Bröllopsresan gick bland annat till Isle of Wight. Som nygifta bodde makarna i en våning på Drottninggatan i Helsingborg, eftersom mannen var i tjänst vid Kronprinsens Husarer. 1902 fick man egendomen Vegeholm utanför Ängelholm i Skåne av hennes föräldrar. Makarnas första barn dog men 1907 föddes dottern Margit, sedermera mor till Signe von der Esch, och 1911 sonen Erik. Barnen undervisades på Vegeholm av en guvernant, och senare skickades Erik till vidare studier bland annat på Lundsberg.

von Geijer besökte ofta släkt och vänner i Stockholm. Hemma på Vegeholm levde man ett intensivt sällskapsliv. Hon hade ett stort klädintresse och en del av hennes garderob finns bevarad på Hallwylska museet. 1930 dog hennes make och hennes mor. Av brev framgår hur hon saknade sin make. Så småningom fortsatte Irma von Geijer sina resor och hon var som gammal vid god vigör; till sin 80-årsdag 1953 ordnade hon en mottagning för 500 gäster.

Aftonklänning, tvådelad i elfenbensvit helsidentaft. Tillhört Irma von Geijer - Hallwylska museet